# Nordic Nest
Nordic Nest AB er en svensk virksomhed, der sælger forskelligt boligudstyr og isenkram via internettet, det inkluderer produkter til servering, indretning, køkken og møbler. Virksomheden har hovedkvarter i Kalmar, hvor den blev etableret i 2002. Det er en del af BHG Group. I 2023 havde Nordic Nest en samlet omsætning på 1,667 mia. svenske kroner. De har 478 ansatte (2023).
I Danmark, Sverige, Finland og Norge driver de netbutik under navnene NordicNest og KitchenTime.